# Tekken Card Challenge
Tekken Card Challenge (鉄拳カードチャレンジ?, Tekken Kādo Charenji) è un videogioco di genere picchiaduro a incontri sviluppato da Namco e pubblicato da Bandai per la console portatile WonderSwan nel 1999. Il titolo è il secondo spin-off della serie videoludica Tekken e presenta un mix tra il classico picchiaduro e lo strategico a turni in quanto i lottatori fanno uso di carte da gioco per effettuare le mosse contro il loro avversario. I personaggi presenti sono i medesimi già apparsi in Tekken 3 con l'aggiunta di Crow, un membro della Tekken Force, il quale viene reso per la prima volta giocabile.

## Modalità di gioco
Tekken Card Challenge fa uso di un sistema molto simile a quello presente nella serie Pokémon, in particolare in Pokémon Trading Card Game. Due avversari dotati entrambi di una barra di 100 HP (50 nel solo caso di Crow) combattono l'uno contro l'altro a turni facendo uso delle carte pescate che hanno nella loro mano. Il giocatore inizia avendo quattro carte in mano, le quali cambieranno con il proseguire della partita. Il sistema di combattimento è simile a quello utilizzato in Yu-Gi-Oh! e Magic: l'Adunanza dato che esistono tre tipi di carte, paragonabili al gioco carta, forbici e sasso. 
Le carte d'attacco una volta utilizzate vengono confrontate fra loro e quella che ha il valore più alto vince, chi perde invece subirà un danno che andrà a diminuire gli HP, se viene giocata una carta d'attacco contro una di difesa la prima verrà annullata (tranne nel caso in cui venga effettuato un counter) e due carte di difesa si annullano a vicenda. 
Nel gioco sono presenti tre modalità in tutto, la principale che presenta elementi tipici dei videogiochi di ruolo chiamata Adventure, che permette di sbloccare nuovi personaggi e sfidanti percorrendo un labirinto simile ad una griglia 15x15 con lo sprite in versione super deformed del protagonista scelto cercando di sconfiggere tutti gli avversari aumentando il livello di esperienza, raccogliere bonus da aggiungere al proprio inventario, ottenere nuove carte e trovare l'uscita, una dedicata al giocatore singolo dove si può scegliere sia il proprio personaggio che quello avversario ed infine una multigiocatore per sfidare un amico, facendo uso del cavo apposito per collegare le due console oppure giocando a turni sulla medesima piattaforma.

## Personaggi
Sono presenti in tutto 20 personaggi. I primi 6 sono di base cioè appaiono fin dall'inizio nella schermata di selezione del personaggio ed utilizzandoli se ne sbloccano altri nella modalità Adventure. L'unico membro del cast a non essere giocabile è True Ogre, boss finale del gioco, al contrario della sua apparizione in Tekken 3 dove era possibile controllarlo dopo aver completato la storia con Ogre, ovvero la sua forma originale.

### Di base
- Heihachi Mishima
- King II
- Nina Williams
- Hwoarang
- Eddy Gordo
- Ling Xiaoyu

### Da sbloccare
- Paul Phoenix
- Lei Wulong
- Yoshimitsu
- Anna Williams
- Kuma
- Jin Kazama
- Forest Law
- Bryan Fury
- Gun Jack
- Julia Chang
- Crow
- Panda
- Mokujin
- Ogre

### Non giocabili
- True Ogre

## Accoglienza
Al momento dell'uscita, i quattro recensori della rivista Famitsū hanno dato un punteggio di 22/40.